# Parque nacional Nanda Devi
El Parque Nacional de Nanda Devi es un parque nacional alrededor del pico Nanda Devi, en el estado de Uttaranchal, India. El parque nacional fue fundado en 1982 y en 1988 fue declarado Patrimonio de la Humanidad por la Unesco de forma conjunta con el Parque Nacional del Valle de las Flores que queda al noroeste, y ampliada la declaración en el año 2005.
Juntos forman la Reserva de la Biosfera de Nanda Devi. 
El parque incluye el Santuario de Nanda Devi, un circo glaciar rodeada por un anillo de picos entre los 6.000 metros y 7.500 metros, drenada por el Rishi Ganga a través de la Garganta de Rishi Ganga. El parque ocupa un área de 630,33 km².

## Flora
El parque nacional de Nanda Devi es el hogar de una amplia variedad de flora. Alrededor de 312 especies botánicas que incluyen 17 especies raras se han encontrado aquí. Abeto, abedul, rododendro y enebro constituyen la flora principal. 
La vegetación es escasa en el interior del santuario debido a la aridez de las condiciones. No se encuentra vegetación cerca del glaciar de Nanda Devi. Musgos y líquenes son otras especies de plantas que se pueden encontrar en este parque nacional Nanda Devi.

## Fauna
Grandes mamíferos comunes aquí son ciervo almizclero del Himalaya, serau chino y tar del Himalaya. Los gorales no se encuentran en el interior, sino en los alrededores del parque. Los carnívoros están representados por el leopardo de las nieves, el oso tibetano y quizás también el oso pardo europeo. Se encuentran langures dentro del parque, mientras que se sabe que los macacos Rhesus están en las zonas que lo rodean. En una expedición científica de 1993, se reconocieron un total de 114 especies de aves.